# 水果灣 (佛羅里達州)
水果灣（英語：Fruit Cove）是位於美國佛羅里達州聖約翰斯縣的一個人口普查指定地區。

## 地理
水果灣的座標為29°06′04″N 81°37′06″W / 29.10111°N 81.61833°W，而該地最高點為海拔高度3米（即10英尺）。

## 人口
根據2010年美國人口普查的數據，水果灣的面積為46.30平方千米，當中陸地面積為46.30平方千米，而水域面積為0.00平方千米。當地共有人口16077人，而人口密度為每平方千米347人。